# Sant Pere del Pujol
L'església de Sant Pere del Pujol és situada dalt d'un turó, prop del mas Pujol, en terrenys de les Cases de la Serra, entitat de població de Torrefeta i Florejacs (Segarra). És una obra inclosa a l'Inventari del Patrimoni Arquitectònic de Catalunya.

## Història
La primera referència del lloc es remunta a l'any 1087; Miró Erimà, ardiaca, en el seu testament llegà a Santa Maria de la Seu l'alou de «Pugoli» que era situat al castell de Florejacs. Sembla que no tingué mai la categoria de parròquia i fou sufragània de l'església de Santa Maria de Ribelles (Noguera) o potser, de Santa Maria de Sanaüja (Segarra).

## Arquitectura

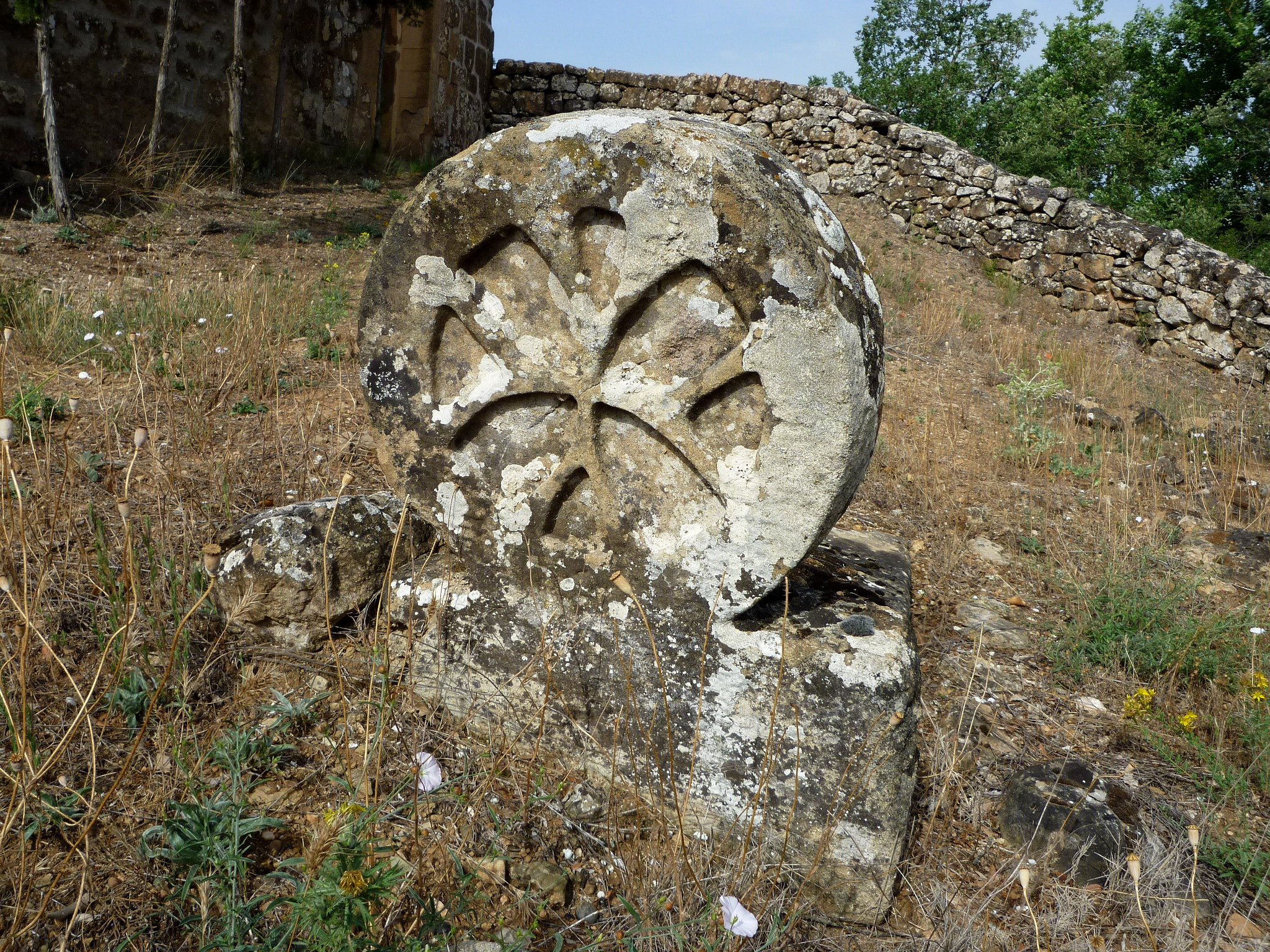
Estela funerària discoidal (2015)

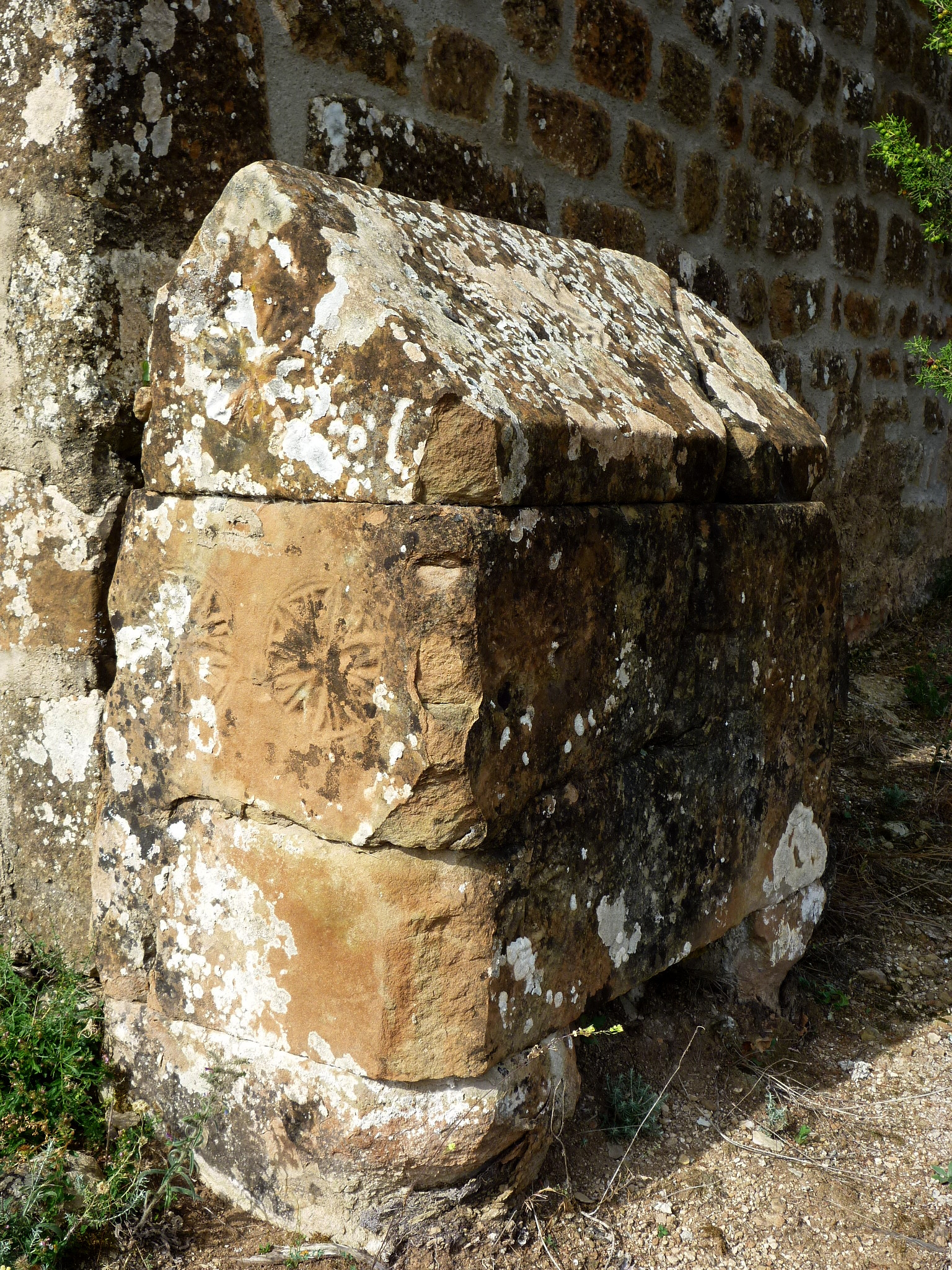
Ossari (2015)

Tancada pel recinte del cementiri, és un edifici format per una nau, coberta amb volta de canó apuntada, capçada a sol ixent per un absis semicircular cobert amb volta de quart d'esfera, també apuntada i obert a la nau per mitjà d'un arc presbiteral amb dos arcosolis. La porta d'entrada, situada a la façana nord, consta d'una obertura d'arc de mig punt adovellat, amb llinda i timpà llis. A la mateixa façana, vora l'absis, s'alça un campanar d'espadanya de dos ulls. L'absis presenta la clàssica decoració de tipus llombard amb un fris d'arcuacions entre lesenes i al centre hi ha una finestra de doble esqueixada i arc de mig punt. Aquesta obertura és emmarcada per una de les arcuacions que defineixen un plafó asimètric molt peculiar. A la façana sud, una petita finestra quadrangular. Al mur de ponent s'observa el carener de la coberta força desplaçat cap al nord respecte a l'eix de l'absis. L'aparell és de carreus ben escairats i irregulars, disposats en filades uniformes, propi del segle xii. L'aparell de carreuó més irregular prop de la coberta seria probablement fruit de reformes als segles XII o XIII.

### Esteles funeràries
Dins del clos del cementiri hi ha quatre esteles funeràries de pedra del país, discoidals i únicament decorades en l'anvers amb una creu inscrita en un cercle. La datació n'és difícil.

### Ossari
Adossat al mur nord de l'església. Rectangular de pedra del país amb tapa prismàtica recolzat sobre dos peus monolítics. Presenta una decoració simple de relleus de cercles amb flors de 12 pètals. La datació es pot remuntar a la segona meitat del segle xii o inici del segle xiii.